# Kathy Riklin
Kathy Riklin, née le 21 octobre 1952 à Zurich, est une personnalité politique suisse, membre du parti démocrate-chrétien et conseillère nationale de 1999 à 2019.

## Biographie
Après son gymnase en langues anciennes à Zurich, elle étudie de 1972 à 1977 la géologie et la géographie à l'EPFZ. Elle y obtient un poste d'assistante et fait des études de terrain à Valmalenco et Adamello. Elle devient docteur en sciences naturelles en 1982. 
De 1983 à 2008, elle est professeur et prorectrice de l'école cantonale zurichoise de maturité pour adulte. De 2008 à 2015, elle siège au conseil de l'Université de Zurich. 

## Parcours politique
De 1982 à 2001, elle siège au conseil communal (législatif) de la ville de Zurich, conseil qu'elle préside en 2000. Elle est élue en 1999 au Conseil national, puis réélue en 2003, 2007, 2011 et 2015. Elle se présente en 2007 également au Conseil des États, sans succès.
Au parlement, elle participe à la commission de politique extérieure et à la commissions de la science, de l'éducation et de la culture, qu'elle préside en 2006. Ses domaines d'engagement sont l'éducation, en particulier les sciences naturelles, ainsi que la coopération internationale et l'environnement. Dans son classement des parlementaires les plus influents, le Tages-Anzeiger la place 78e en 2017 et 63e en 2019.
Riklin n'est pas choisie par son parti pour les élections fédérales de 2019, mais elle décide de se lancer sur la liste du « rassemblement chrétien-social » (Christlichsoziale Vereinigung Schweiz),.